# Marie François Rouyer
Marie François Rouyer (Vouxey, 2 maggio 1765 – 11 agosto 1824) è stato un militare francese. Fu attivo durante le guerre rivoluzionarie francesi e le guerre napoleoniche. Il suo nome è inciso sul Pilastro Nord dell'Arco di Trionfo di Parigi.

## Biografia
Nacque a Vouxey 2 maggio 1765. Diciottenne, si arruolò come volontario nei cadetti dei vigili del fuoco del Sacro Romano Impero. Proseguì la sua carriera diventando sottotenente del reggimento di cavalleria dell'Arciduca Giuseppe di Toscana nel 1786 e diventando primo tenente nel 1787. In seguito prese parte alla guerra austro-turca, combattendo per gli austriaci sino al 22 febbraio 1791, giorno in cui decise di abbandonare l'esercito imperiale e fare ritorno in patria. Qualche mese dopo si unì al 12° reggimento di fanteria dell'esercito francese con il grado di capitano.
Dopo lo scoppio della guerra della Prima coalizione, servì per due anni nell'Armata del Nord, ottenendo le due promozioni ad assistente degli aiutanti generali e ad aiutante capo di brigata nel 1793. L'anno a venire, dopo aver preso parte all'assedio di Charleroi, fu trasferito nell'esercito della Sambre-et-Meuse, dove rimase per due anni. Passò nel 1796 alla 15ª divisione militare e due anni dopo all'Armata di Magonza. Allo scoppio della nuova guerra si trovava nel Corpo di Osservazione del Reno, dove venne promosso a generale di brigata. Trascorse i due successivi anni nell'Armata del Reno. Al termine della guerra venne prima trasferito nella 10ª divisione militare e poi nella 2ª divisione militare, come comandante del dipartimento delle Ardenne. Nel 1803 venne messo per la prima volta al servizio del generale Dupont. L'anno seguente fu nominato Commendatore della Legion d'Onore.
Allo scoppio delle guerre della Terza coalizione e della Quarta coalizione seguì il grosso dell'esercito nelle due campagne in Austria, Germania e Polonia, distinguendosi per il coraggio dimostrato ad Haslach. Ottenne il grado di generale di divisione la viglia di Natale del 1805. L'anno seguente fu nuovamente messo al servizio del generale Dupont, servendo ad Halle e a Lubecca. Nel 1807 prese parte all'assedio di Graudenz: in principio comandava un corpo di militari tedesco, alleato dei francesi, ma in seguito diresse personalmente l'assedio, sostituendo il maresciallo Victor.
Nel 1808 Fu inviato in Spagna, riunendosi per la terza volta al generale Dupont, questa volta comandando una divisione di soldati svizzeri all'interno del suo corpo d'armata. Partecipò alla battaglia del ponte di Alcolea e alla disastrosa sconfitta di Bailén. Fu tra i pochi ufficiali che si rifiutarono di firmare la resa. Venne imbarcato a Cadice sulla Saint Georges e raggiunse Tolone via mare nel successivo settembre. Al suo ritorno in Francia fu nominato barone dell'Impero e fu assegnato all'Armata del Reno all'inizio del 1809. In seguito fu spostato nell'avanguardia del generale Vandamme e nel corpo del generale Lefebvre, assegnato al Tirolo.
Trasferito in Catalogna l'anno successivo, una volta terminato il servizio in Spagna fu rimosso dal servizio attivo tra il 1811 ed il 1813, anno in cui venne inviato al servizio di Eugenio di Beauharnais in Italia. Messo al comando di una divisione sotto il generale Paul Grenier, prese parte a molte delle battaglie più importanti avvenute sul fronte italiano, tra cui quella di Caldiero e quella del Mincio. Dopo il ritorno dei Borbone fu nominato Cavaliere dell'Ordine di San Luigi. Si schierò al fianco di Napoleone nella corso dei Cento Giorni, comandando la terza divisione dell'Armata della Mosella. Nell'agosto 1815, dopo la fine della guerra, venne congedato dall'esercito. Fece ritorno a Neufchâteau, dove trascorse gli ultimi anni assieme ai propri fratelli. Morì il 10 agosto 1824.

## Famiglia e discendenza
Nato in una famiglia numerosa, due dei suoi fratelli furono Nicolas François e François Firmin, entrambi futuri Cavalieri della Legion d'Onore. Il primo fu un cavaliere dell'Ordine di Malta, poi divenuto diplomatico in Svizzera durante il periodo dell'Impero; il secondo fu un avvocato, giudice di pace e parlamentare per il dipartimento dei Vosgi con qualche breve trascorso nell'esercito.
Si sposò con Sophie-Thérèse-Claudine Grand. La coppia ebbe due figli, entrambi entrati nell'esercito seguendo le orme paterne, ed una figlia. Il maggiore dei figli maschi, Marie-Jean-Baptiste, ereditò il titolo nobiliare paterno.